# Senatsreserve
Die Senatsreserve war eine gesetzlich verordnete Bevorratung des Senats von Berlin für den Fall einer zweiten Blockade West-Berlins.

## Geschichte
Nach der Berlin-Blockade 1948/1949 beauftragten die drei Stadtkommandanten West-Berlins den Senat, Lager für Grundnahrungsmittel, Medikamente, Kohle, Treibstoffe, Rohstoffe für die Industrie und viele andere Dinge des täglichen Bedarfs anzulegen. Beabsichtigt war, dass bei einer eventuellen neuen Blockade Berlins ein „normales“ Leben in dem Westteil der Stadt für mindestens 180 Tage, also ein halbes Jahr, gesichert wäre und eine Blockade somit nicht mehr sinnvoll wäre.
Im Jahr 1953 wurde eine Vergrößerung der Senatsreserve beschlossen; zu diesem Anlass kam Eleanor Lansing Dulles als Berlin-Verantwortliche des US-Außenministeriums in die Stadt und wurde Zeugin der Unruhen vom Aufstand des 17. Juni.
Jahrzehntelang wurden in der Senatsreserve etwa vier Millionen Tonnen Güter gelagert. Zeitweise bestanden über 700 Lager in West-Berlin und nur relativ wenige Menschen hatten detaillierte Kenntnisse darüber.
Mit dem Fall der Berliner Mauer 1989 und dem Ende des Kalten Krieges wurde die Senatsreserve aufgelöst. 90.000 Tonnen Lebensmittel, Medikamente und andere Güter wurden 1990/1991 der Sowjetunion kostenlos als humanitäre Hilfe überlassen.
Die Bestände an Kohle wurden in den Berliner Kraftwerken verfeuert.

## Bestände
Der Wert der bevorrateten Güter betrug rund zwei Milliarden D-Mark (kaufkraftbereinigt in heutiger Währung: rund 2,2 Milliarden Euro), das permanente Auswechseln der Güter gegen frische Produkte, die sogenannte „Wälzung“, kostete jährlich mehrere Millionen Mark. Rund 100 Mitarbeiter waren mit der Verwaltung der Vorräte beschäftigt.
Die hohen Kosten der Lagerbestände und des ständigen Austausches wurden durch die Finanzhilfen der Bundesregierung beglichen.
Die Altbestände verkaufte der Senat preisgünstig an die Bevölkerung; in Kochbüchern fanden sich Rezepte, die in der Zutatenliste auf Waren aus Senatsreserven zurückgriffen, beispielsweise hieß Rindfleisch in Dosen „Senatsreserve“ oder „Schütz-Fleisch“ – nach dem damaligen Regierenden Bürgermeister Klaus Schütz.
Bevorratung (Auswahl) für rund zwei Millionen West-Berliner:
- 2,5 Millionen Tonnen Brennstoffe
- 189.000 Tonnen Getreide
- 044.000 Tonnen Fleisch
- 011.800 Tonnen Bratfett
- 007.130 Tonnen Salz
- 001.000 Tonnen Futterhafer für Tiere
- 00.0380 Tonnen Gummisohlen/Absätze für Schuhreparaturen
- 000.096 Tonnen Senf
- 000.020,9 Tonnen Leim
- 35 Millionen Kunststoffbecher
- 25,8 Millionen Zigarren
- 18 Millionen Rollen Toilettenpapier
- 04 Millionen Glühlampen
- 291.000 Paar Schuhe für Kinder/Jugendliche
- 010.000 Nachttöpfe
- 005.000 Fahrräder
- 19 lebende Rinder

## Lebensmittelkarten und Bezugsausweise
Um im Notfall die Güter geordnet an die Bevölkerung abgeben zu können, wurden in der Berliner Bundesdruckerei Bezugsausweise und Lebensmittelmarken hergestellt:
- Kleinkinder bis 1 Jahr: Säuglingskarte, Milchkarte A (siehe Foto), Sonderbezugsausweis, Seifenkarte
- 1–3 Jahre: Kinderkarte, Kartoffelkarte 200, Milchkarte B, Sonderbezugsausweis, Seifenkarte
- 4–5 Jahre: Kinderkarte, Zulagekarte C, Kartoffelkarte 200, Milchkarte B, Sonderbezugsausweis, Seifenkarte
- 6–8 Jahre: Kinderkarte, Zulagekarte D, Kartoffelkarte 300, Sonderbezugsausweis, Seifenkarte
- 9–13 Jahre: Grundkarte, Zulagekarte B, Kartoffelkarte 500, Sonderbezugsausweis, Seifenkarte
- 14–19 Jahre weiblich: Grundkarte, Zulagekarte B, Kartoffelkarte 500, Sonderbezugsausweis, Seifenkarte
- 14–19 Jahre männlich: Grundkarte, Zulagekarte A, Kartoffelkarte 500, Sonderbezugsausweis, Seifenkarte
- ab 20 Jahren: Grundkarte, Kartoffelkarte 500, Sonderbezugsausweis, Seifenkarte
- Erwachsene und Jugendliche ab 16 Jahren: Raucherkarte
- Erwachsene und Jugendliche ab 18 Jahren: Bezugsausweis A
- Kinder, Jugendliche und Erwachsene: Versandberechtigung für Postpakete (12 Paketmarken, siehe Foto)

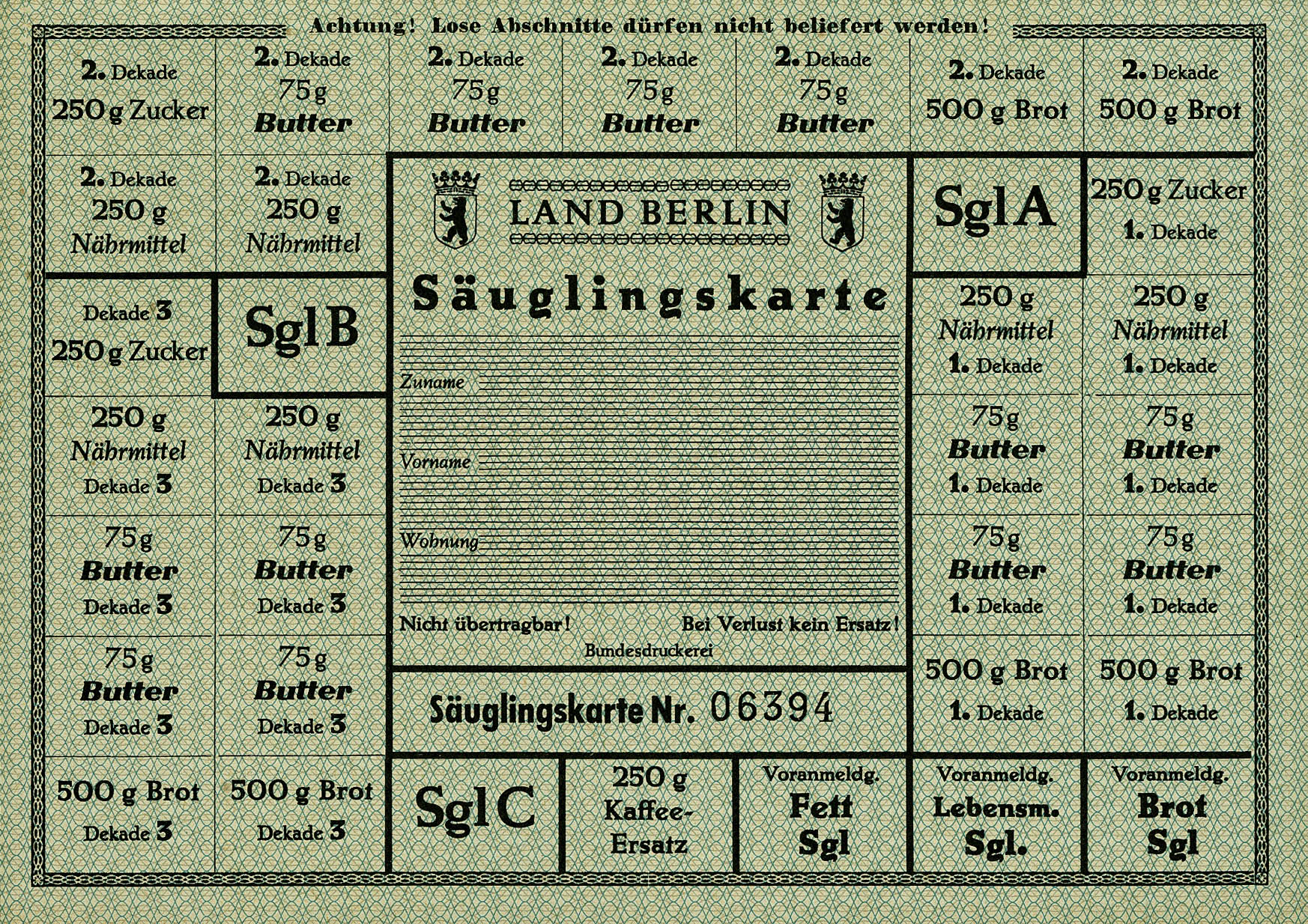
Säuglingskarte der Berliner Senatsreserve
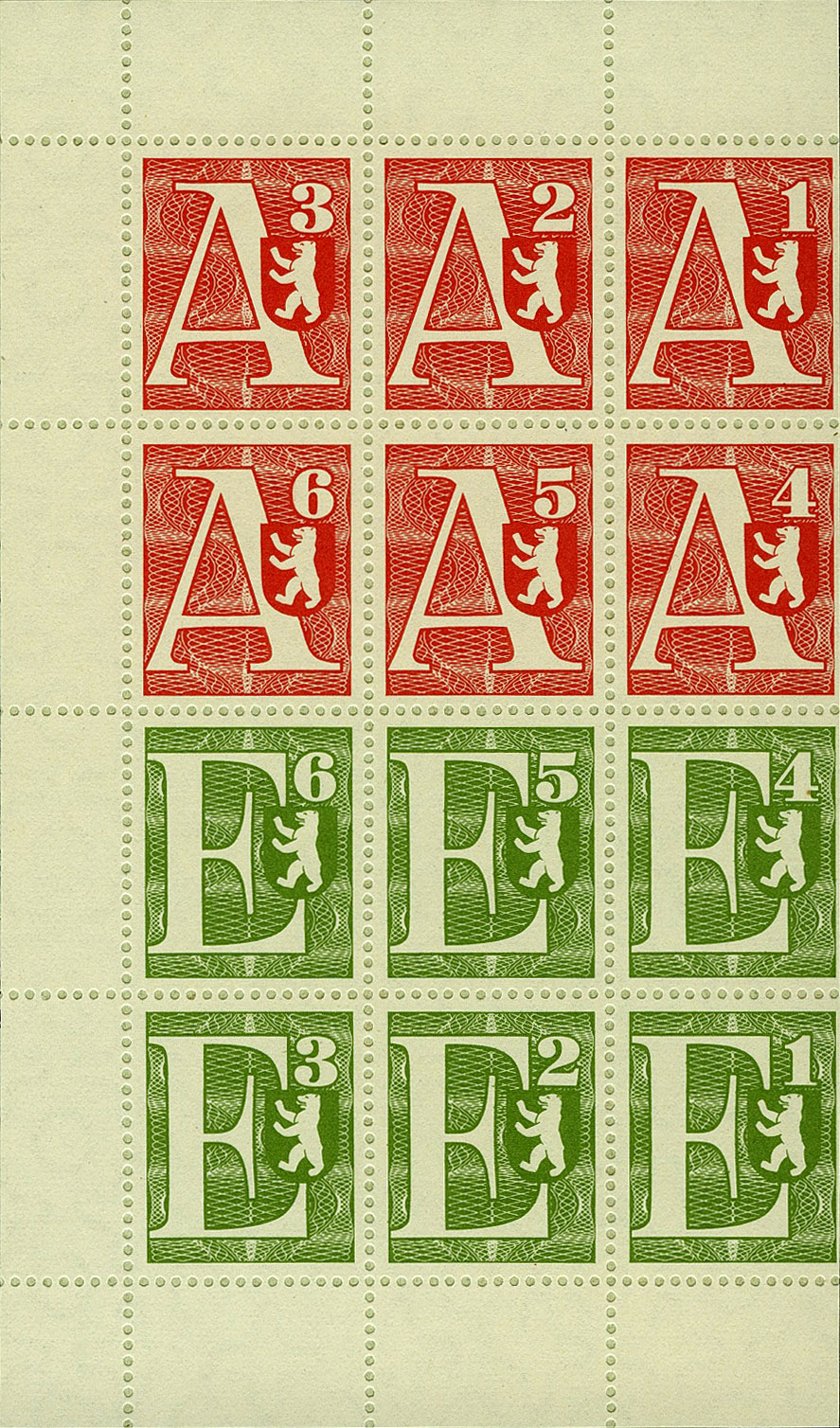
Paketmarken der Berliner Senatsreserve

## Lager der Senatsreserve (Auswahl)

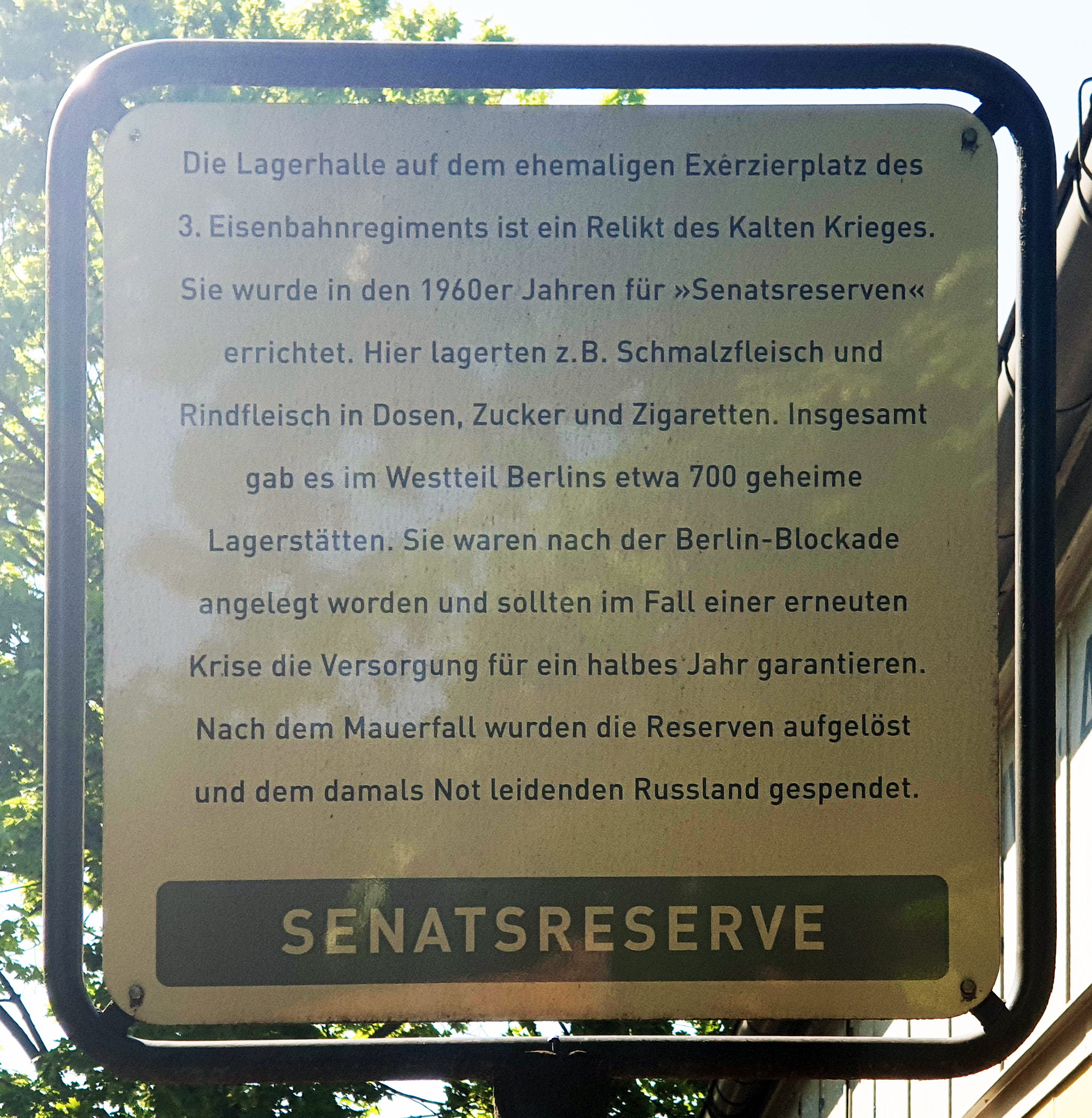
Gedenktafel auf dem ehemaligen Kasernengelände in Berlin-Tempelhof

- Glaslager in der Alten Jakobstraße 123–128 in Kreuzberg (Gebäude entworfen von Horst Grützner [1928–2006], Fertigstellung 1968, heute: Berlinische Galerie)
- Lager in der Oranienstraße 106 in Kreuzberg (heute: Senatsverwaltung für Gesundheit, Pflege und Gleichstellung) – u. a. Fahrräder
- Insel Eiswerder – Lagerung u. a. von Trockenzwiebeln und Bekleidung
- ehemaliges KZ-Außenlager Lichterfelde in der Wismarer Straße – Lagerung von Baustoffen
- der Fichtebunker, ein 1940 von Albert Speer umgebauter Gasometer in Kreuzberg, Fichtestraße 6 (bis 1988)
- die sogenannte „Speerplatte“, eine ehemalige große Betonplatte am Friedrich-Olbricht-Damm in Charlottenburg-Nord (1993 entfernt) – ab 1955 Kohlenbevorratungslager
- eine ursprünglich zum Borsig-Gelände gehörende Halle aus dem Jahr 1937 an der Sterkrader Straße in Tegel – Lagerung von Kaffee, Zucker, Getreide (evtl. auch Kohlevorräte)
- ehemaliger Festsaal (heute: LabSaal) neben dem Alten Dorfkrug in Alt-Lübars – Düngemittellager (Kali)
- Speichergebäude im Hafen Tempelhof
- ehemaliger Bunker am Anhalter Bahnhof
- Speichergebäude im Westhafen
- Speichergebäude der Victoria Mühlenwerke, Cuvrystraße 3/4 in Kreuzberg
- Alte Mälzerei in Lichtenrade
- Steinkohle auf einem brachliegenden Eisenbahngelände an der Staakener Straße in Spandau (Verlegung der Bestände nach Kladow im Sommer 1989)
- ehemalige Löwenbrauerei in der Wissmannstraße (heute: Lucy-Lameck-Straße) in Neukölln – u. a. Lagerung von Toilettenpapier
- Steinkohle auf Brachland am ehemaligen Töpchiner Weg in Buckow, auf dem Grünstreifen nördlich der heutigen Gerlinger Straße zwischen Drusenheimer Weg und Warmensteinacher Straße
- Gelände am Bahnhof Buckower Chaussee – Lagerung von rund 50.000 Tonnen gestapelten Briketts
- Gelände der Zehlendorfer Eisenbahn an der Bahnüberführung Dahlemer Weg – Lagerung von rund 30.000 Tonnen gestapelten Briketts
- in Spandau am Kladower Damm 690.000 Tonnen Kohle in einer 15 m tiefen Grube